# Pachydactylus capensis
Pachydactylus capensis este o specie de șopârle din genul Pachydactylus, familia Gekkonidae, descrisă de Smith 1845. Conform Catalogue of Life specia Pachydactylus capensis nu are subspecii cunoscute.